# Křekov
Křekov (in tedesco Krekow) è un comune della Repubblica Ceca facente parte del distretto di Zlín, nella regione di Zlín.